# Mikel Labaka
Mikel Labaka Zurriarain (né le 10 août 1980 à Azpeitia) est un footballeur espagnol. Il joue comme défenseur.

## Carrière
- 2002-2011 :  Real Sociedad
  - 2002-2003 :  Real Unión de Irún (prêt)
  - 2003-2004 :  CF Ciudad de Murcia (prêt)
- 2011-2013 :  Rayo Vallecano

## Palmarès

### Clubs
- Real Sociedad
  - Vainqueur de la Liga Adelante : 2010